# Cyrkuł czerniowiecki
Cyrkuł czerniowiecki (niem. Czernowitzer Kreis), także cyrkuł bukowiński (niem. Bukowiner Kreis) – jednostka administracyjna Cesarstwa Austrii w Królestwie Galicji i Lodomerii w latach 1786–1849.

## Historia

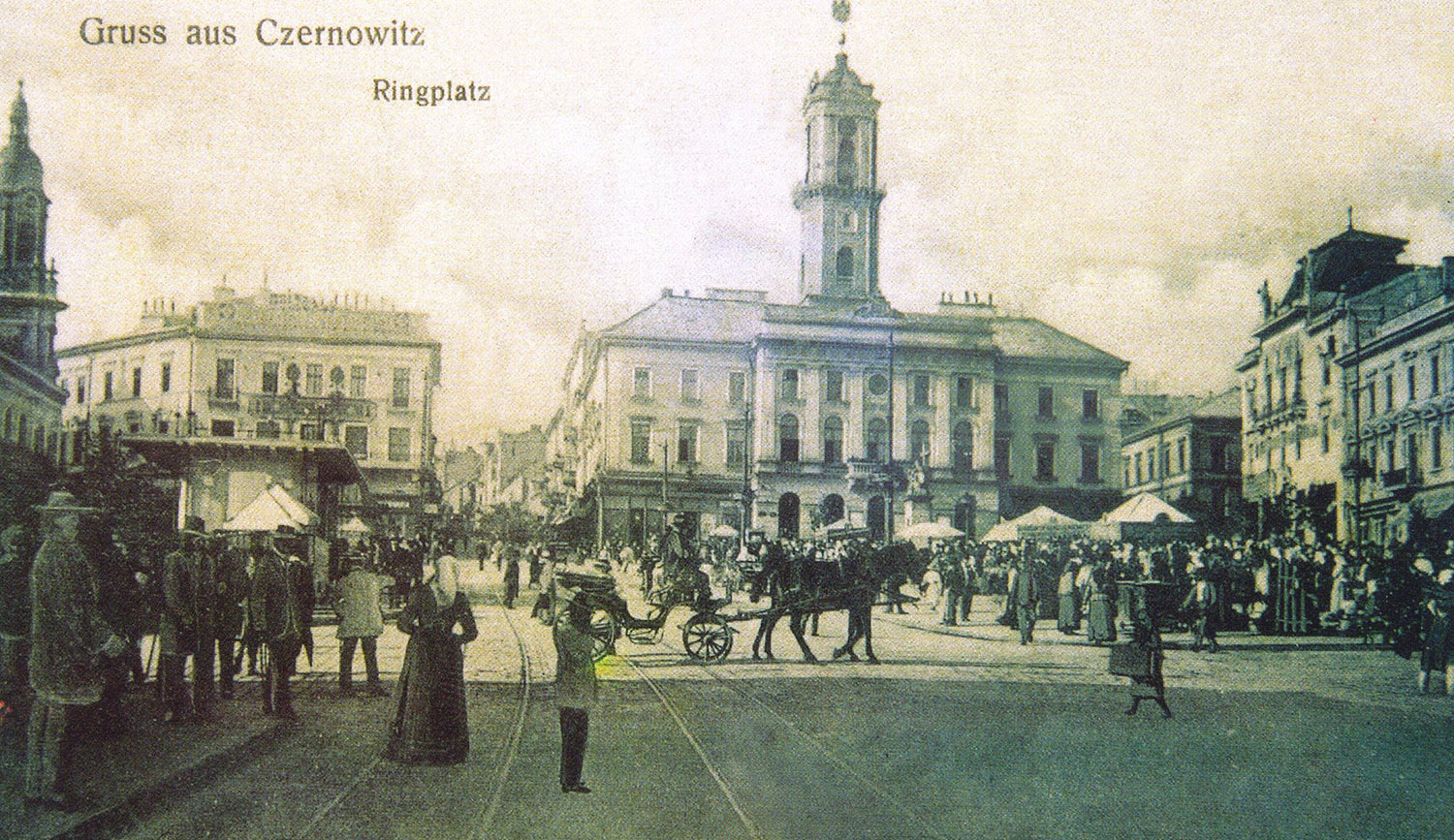
Czerniowce w XIX wieku

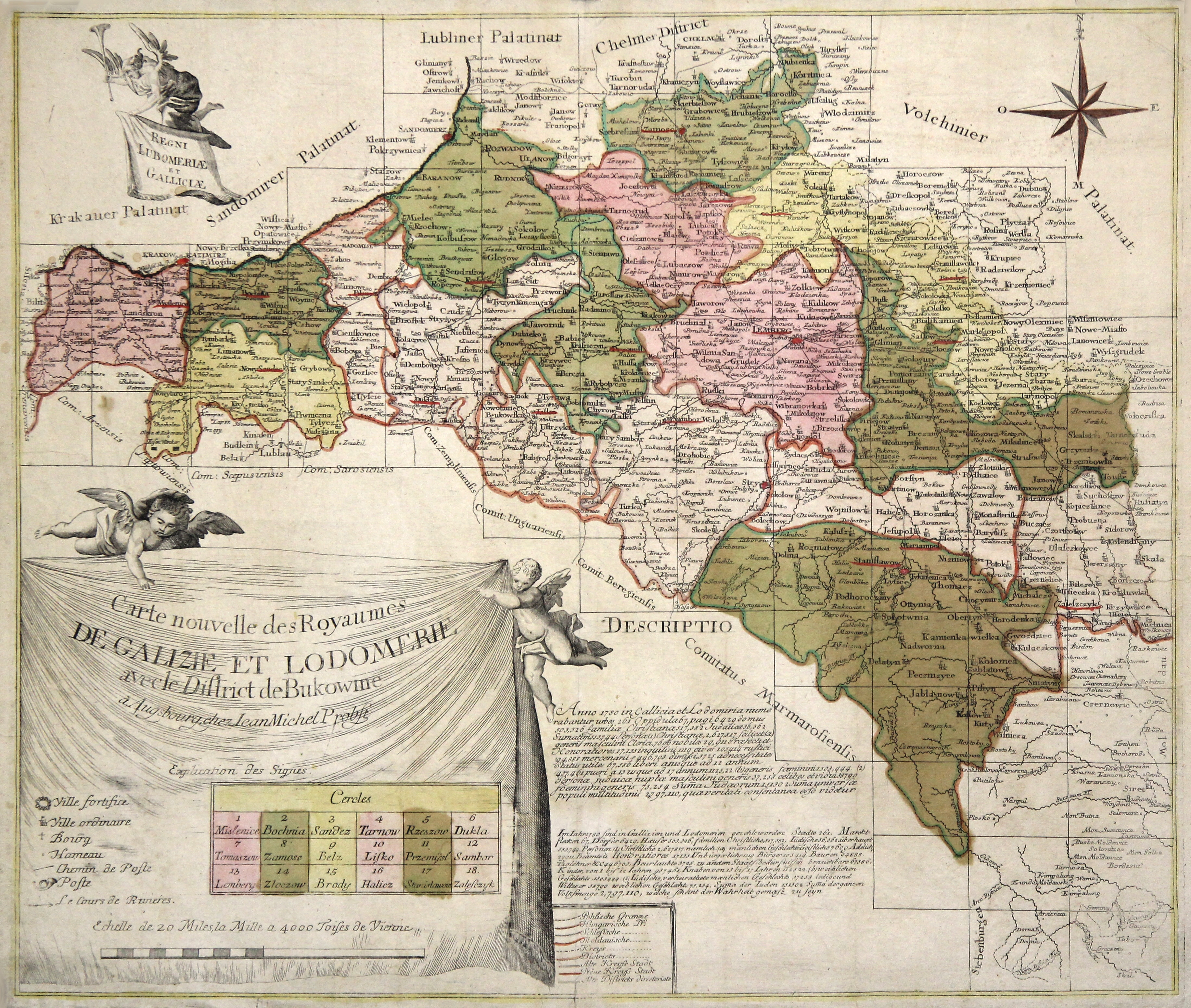
Projekt nowego podziału Galicji na cyrkuły (1780)

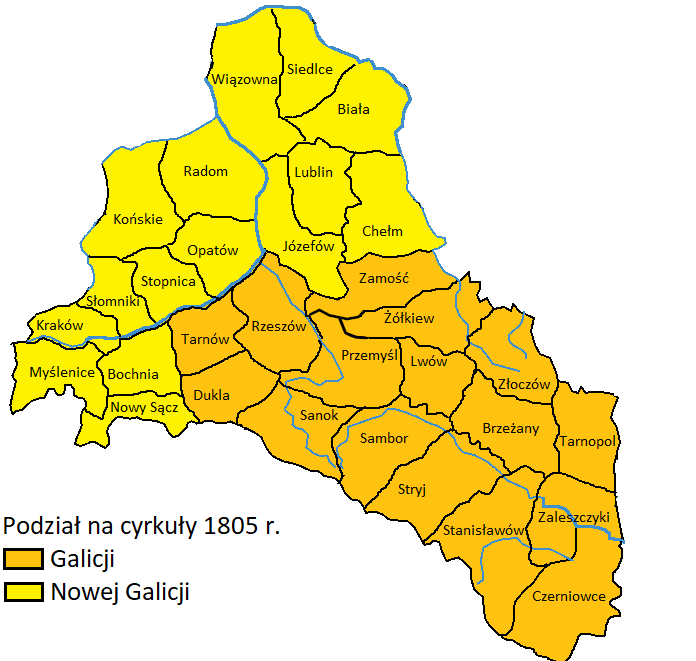
Cyrkuł czerniowiecki na mapie Galicji, stan administracyjny z lat 1802–1803 (nie 1805, jak podaje mapa)

Po zajęciu Bukowiny w 1775 roku od  Hospodarstwa Mołdawskiego (lenn Imperium Osmańskiego), Austria przekształciła ją w okręg wojskowy Bukowina, który jako taki funkcjonował w latach 1775–1786. 6 sierpnia 1786 Bukowinę włączono formalnie do Królestwie Galicji i Lodomerii, gdzie utworzyła cyrkuł czerniowiecki (również nazywany bukowińskim). Podobnie jak inne cyrkuły, jednostka ta pełniła funkcję lokalnej administracji państwowej – zarządzano z niej sprawami porządku publicznego, podatków, sądownictwa niższego szczebla i spraw gospodarczych.
Cyrkuł obejmował teren zamieszkany przez mozaikę narodowości: dominowali Wołosi i Rusini, ale istotne mniejszości stanowili również Żydzi, Polacy, Niemcy (koloniści oraz urzędnicy habsburscy) oraz Ormianie. Czerniowce szybko stały się centrum handlowym i kulturalnym regionu, zróżnicowanym religijnie i językowo. Czerniowce, jako stolica cyrkułu, odgrywały coraz ważniejszą rolę w administracji i życiu społecznym Galicji Wschodniej. Rozwój miasta przyczynił się do jego przyszłej roli jako stolicy autonomicznego kraju koronnego Bukowiny.
13 marca 1849 roku, po Wiośnie Ludów i przemianach administracyjnych w cesarstwie, Bukowina została wyłączona z Galicji i podniesiona do rangi osobnego kraju koronnego – Księstwa Bukowiny (Herzogtum Bukowina), podporządkowanego bezpośrednio administracji centralnej w Wiedniu. W związku z tym, dotychczasowy cyrkuł czerniowiecki przestał istnieć, a struktura administracyjna regionu została zreorganizowana.
Na mocy rozporządzenia z 8 października 1850 Księstwo Bukowiny podzielono na sześć powiatów:
- Czerniowce – z okręgów sądowych Czerniowce I, Czerniowce II, Sadagóra i Storożyniec,
- Kocmań – z okręgów sądowych Kocmań i Zastawna,
- Wyżnica – z okręgów sądowych Wyżnica, Waszkowce i Putyła,
- Radowce – z okręgów sądowych Seret, Radowce i Selatyn,
- Kimpulung Mołdawski – z okręgów sądowych Kimpulung Mołdawski, Watra Dorna i Gura Humora,
- Suczawa  – z okręgów sądowych Suczawa i Solka.